# Anomiopus edmondsi
Anomiopus edmondsi là một loài bọ cánh cứng trong họ Bọ hung (Scarabaeidae).